# Skjækerfjella
Skjækerfjella (norsky) resp. Skäckerfjällen (švédsky) je horský masiv na rozhraní norského kraje Trøndelag a švédského kraje Jämtland. Na západě spadá do širokého údolí řeky Namsen a ke břehům Trondheimského fjordu. Na švédské straně je obklopen jezery Anjan, Kallsjön a Torrön. Na severovýchodě navazuje na masiv Blåfjella, se kterým je společně zahrnut do Národního parku Blåfjella-Skjækerfjella (Blåfjella-Skjækerfjella nasjonalpark). Švédská část pohoří je chráněna jako Skäckerfjällens naturreservat.
Nejvyšší vrcholy leží na švédské straně: Sandfjället / Steuker (1230 m n. m.), Manshögarna (1202) a Anjeskutan / Stuore Tjukkele (1201). Na norské straně je nejvyšší Skjækerhatten (1139). Hory patří do systému Skand a jsou budovány velmi starými horninami z období kaledonského vrásnění.
V pohoří Skjækerfjella žije medvěd hnědý, rys ostrovid, liška polární, rosomák sibiřský, občas lze spatřit i vlka obecného. Z jelenovitých zde žije srnec obecný, jelen lesní a los evropský.